# 1582 en santé et médecine
| Années de la santé et de la médecine : 1579 - 1580 - 1581 - 1582 - 1583 - 1584 - 1585    |
| Décennies de la santé et de la médecine : 1550 - 1560 - 1570 - 1580 - 1590 - 1600 - 1610 |

Cet article présente les faits marquants de l'année 1582 en santé et médecine.

## Événements
- 16 mai : à la mort de sa mère, on découvre l'« enfant pétrifié de Sens », premier cas répertorié de lithopédion[1].
- Rembert Dodoens (1517-1585) obtient une chaire de médecine à l'université de Leyde[2].
- Santorio Santorio (1561-1636) obtient son bonnet de médecin à l'université de Padoue[3].
- Peter Morris fonde la première compagnie des eaux privée à Londres et ses ouvrages commencent à approvisionner certains quartiers de la ville en eau de la Tamise[4].

## Publications
- Giordano Bruno, philosophe italien, publie un ouvrage intitulé De umbris idearum (« Des ombres des idées ») qui porte, entre autres sujets de psychologie, sur la mémoire et sur les moyens de la développer[5].
- Sous le titre de Recherche de la vraie anatomie des dents[6], Urbain Hémard (c.1548-1592) « publie le premier livre dentaire français[7] ».
- Jean Liébault (1535-1596) fait paraître un traité De l'embellissement et ornement du corps humain[8], ainsi que Trois livres appartenant aux infirmitez et maladies des femmes[9], ouvrage adapté des Medicine partenenti alle infermità delle donne, de Giovanni Marinello[10], et qui sera réédité à partir de 1585 sous le titre de Trésor des remèdes secrets pour les maladies des femmes[11].
- Ambroise Paré fait imprimer chez Gabriel Buon, à Paris, ses quatre Discours : De la momie, De la licorne, Des venins et De la peste[12].

## Naissances
- 6 août : Wolfgang Schaller (de) (mort en 1626), médecin allemand[13].

## Décès
- 26 janvier : Thomas Platter le Vieux (né en 1499), helléniste, médecin et botaniste suisse[14].
- 1582 ou 1583 : Jacques Peletier du Mans (né en 1517) : poète français, membre de la Pléiade, mais aussi grammairien, philosophe, mathématicien et médecin[15].